# 本頓鎮區 (密蘇里州霍爾特縣)
本頓鎮區（英語：Benton Township）是位於美國密蘇里州霍爾特縣的一個行政鎮區。

## 地方資料
本頓鎮區的面積為129.97平方千米，當中陸地面積為129.05平方千米，而水域面積為0.92平方千米。根據2020年美國人口普查的數據，當地共有人口1407人，而人口密度為每平方千米10.83人。